# Середнево (Смоленская область)
Середнево — деревня в Краснинском районе Смоленской области России. Входит в состав Маньковского сельского поселения. Население — 147 жителей (2007 год).
Расположена в западной части области в 5 км к северо-востоку от Красного, в 3 км севернее автодороги Р135 (Смоленск — Красный — Гусино), на берегу реки Середирезка. В 14 км северо-западнее деревни расположена железнодорожная станция Гусино на линии Москва — Минск.
В деревне родился Герой Советского Союза Григорий Моисеенков.

## История
В годы Великой Отечественной войны деревня была оккупирована гитлеровскими войсками в июле 1941 года, освобождена в сентябре 1943 года.